# Орлев, Ури
У́ри Орле́в (ивр. אורי אורלב‎; 24 февраля 1931, Варшава — 25 июля 2022, Иерусалим) — израильский прозаик, сценарист, автор книг для детей и юношества, переводчик.

## Биография
Родился под именем Ежи Хенрик Орловский (пол. Jerzy Henryk Orlowski, по-домашнему Юрик) в семье врача Максимилиана (Макса) Орловского (1894—1941); мать София работала ассистенткой в клинике отца. Семья вскоре переехала в Отвоцк, где отец работал общим терапевтом и рентгенологом в туберкулёзном санатории «Brius».
Во время Второй мировой войны со всей семьёй был депортирован в Варшавское гетто, где находился с 1940 по 1943 год. После гибели матери был выслан вместе с братом Казимиром в лагерь Берген-Бельзен, где провёл около двух лет.
После войны в 1946 году с братом репатриировался в Палестину и поселился в кибуце Гинегар в Нижней Галилее.
В 1962 году переехал в Иерусалим, где он жил с женой и детьми до самой смерти.
Скончался 25 июля 2022 года.

## Личная жизнь
Орлев жил в квартале Йемин Моше в Иерусалиме. Был женат, с женой у них было четверо детей, один из них — писатель Итамар Орлев.
Умер 25 июля 2022 года в возрасте 91 года.

## Творчество
Ури Орлев дебютировал в 1956 году с романом «Свинцовые солдаты». В 1976 году начал писать книги для детей и юношества, сценарии для радио- и телепостановок, занимался переводами иностранной литературы на иврит.
Автор более тридцати книг, переведённых на 38 языков мира:

### Книги для детей
- 1997: Ha-Mishpahah Ha-Nodedet
- 1996: Rehokei Mishpahah
- 1995: Ktzitzah Me-Ha-Tzohorayim
- 1991: Лидия — королева Эрец-Исраэль
- 1988: Hafifat Rosh
- 1985: Al Tzad Smol
- 1985: Masah Le-Gil Arba
- 1983: Ah Boger
- 1981: Tor Ha-Knafayim
- 1980: Rosh Ha-Ir Ten Lashir
- 1980: Babcia Robi na Drutach
- 1980: Motzetz Ha-Mazal
- 1979: Ma’ase Be-Manoah She-Hif’il Et Ha-Moah
- 1979: Ha-Anan Ha-Shahor
- 1979: Hultzat Ha-Aryeh
- 1979: Siamina
- 1979: Meshaga’at Pilim
- 1979: Трудно быть львом
- 1978: Mahshavot Tzohorayim
- 1977: Ketanah-Gedolah
- 1976: Hayat Ha-Hoshech

### Книги для юношества
- 1997: Shirat Ha-Leviatanim
- 1996: Mishak Ha-Hol
- 1990: Ha-Gveret Im Ha-Migba’at
- 1988: Человек с той стороны
- 1986: Keter Ha-Drakon
- 1981: Остров на Птичьей улице
- 2001: Беги, мальчик, беги[вд]

### Повести
- 1958: Ad Mahar
- 1956: Hayalei Oferet

## Издания на русском языке
- Орлев, Ури. Лидия — королева Эрец-Исраэль / перевод с иврита Игаля Городецкого. — Иерусалим: Библиотека Алия, Молодежная серия, 1997. — 202 с. — ISBN 990023318280205171.
- Орлев, Ури. Беги, мальчик, беги / перевод с иврита Рафаила Нудельмана и Аллы Фурман. — М.: Текст, 2013. — 192 с. — ISBN 978-5-7516-1125-51.
- Орлев, Ури. Трудно быть львом / перевод с иврита Рафаила Нудельмана и Аллы Фурман. — М.: Текст, 2018. — 160 с. — ISBN 978-5-7516-1463-8.
- Орлев, Ури. Остров на Птичьей улице / перевод с иврита Байбиковой Е. М.. — М.: Самокат, 2020. — 320 с. — ISBN 978-5-00167-549-5.
- Орлев, Ури. Человек с той стороны / перевод с иврита Рафаила Нудельмана и Аллы Фурман. — М.: Книжники, 2021. — 208 с. — ISBN 978-5-9953-0685-6.
- Орлев, Ури. Зверь из темноты / перевод с иврита Рины Юсин-Фульмахт. — М.: Самокат, 2025. — 80 с. — ISBN 978-5-00167-679-9.

## Экранизации
- Беги, мальчик, беги[вд]
- Остров на Птичьей улице[8]

## Награды
- За большой вклад в развитие детской литературы в 1996 году награждён премией имени Ханса Кристиана Андерсена
- Лауреат Международной литературной премии имени Януша Корчака[пол.] (1990) — за роман «Остров на Птичьей улице»[англ.]
- Лауреат Литературной премии имени Бялика 2006 года